# Barva

Aditivní míchání

Subtraktivní míchání

Barva je kvalita (subjektivního) vjemu elektromagnetického záření konkrétní vlnové délky nebo součtu různých záření dopadajících na sítnici oka (v rámci zrakovým systémem vnímatelného spektra), který je vytvořen zrakovým centrem mozku. Vlnová délka záření je ovlivněna buď charakterem zdroje záření, nebo charakterem odrazové plochy, nebo charakterem průsvitného prostředí, kterým prochází, případně kombinovaně více faktory. Živočichové s odlišným zrakovým ústrojím mají předpokládaně jiný typ vjemů.
Barvou se zabývají vědecké teorie chemická, fyzikální, fyziologická, kognitivně-psychologická, estetická a také teorie komunikace.
| Barva                        | Rozsah vlnových délek | Rozsah frekvencí |
| ---------------------------- | --------------------- | ---------------- |
| červená                      | ~ 625–800 nm          | ~ 480–375 THz    |
| oranžová                     | ~ 590–625 nm          | ~ 510–480 THz    |
| žlutá                        | ~ 565–590 nm          | ~ 530–510 THz    |
| zelená                       | ~ 520–565 nm          | ~ 580–530 THz    |
| tyrkysová (azurová)          | ~ 500–520 nm          | ~ 600–580 THz    |
| modrá                        | ~ 430–500 nm          | ~ 700–600 THz    |
| fialová (purpurová, nachová) | ~ 400–430 nm          | ~ 750–700 THz    |

Tabulka uvádí barevné spektrum světla rozdělené podle barev, odpovídající vlnové délky a frekvence monochromatického záření. Za hranicemi na straně červené resp. fialové barvy leží pásma infračerveného a ultrafialového záření, které již lidské oko nevnímá, ale jsou ho schopni vnímat někteří jiní živočichové vybavení čípky příslušného rozsahu.
Další možné barvy či odstíny vznikají skládáním základních (spektrálních) barev. Tak např. pozorujeme bílou barvu v případě, že dopadající záření vnímají všechny tři druhy čípků, a černou, pokud záření nevnímají žádné z nich.
Barevný vjem světla může být odlišný vzhledem ke světlému nebo tmavému pozadí či okolí předmětu. Například barva vnímaná jako žlutá či oranžová vzhledem k relativně tmavému pozadí/okolí se vzhledem ke světlému (jasnějšímu) pozadí/okolí jeví jako hnědá, i když daný světelný tok je stejný.

## Barva objektů
Barva objektu záleží na jeho fyzikálních vlastnostech a na vnímání pozorovatele. Z hlediska fyzikálního můžeme říci, že povrch má barvu světla, které odráží nebo vyzařuje. V případě odrazu závisí na složení spektra dopadajícího světla a na tom které složky spektra tohoto světla povrch odráží a které pohlcuje a s jakou intenzitou. Stejně tak záleží na úhlu pozorování objektu.

## Jazyk a barva
Vnímání barev je subjektivní záležitost, protože přechody mezi jednotlivými barvami barevného spektra jsou plynulé. Podle studie Berlina a Kaye (1969) každý jazyk na světě rozlišuje 2 – 12 základních barev. Základní barvy se skládají z jednoho slova (tedy ne např. světlezelená), užívají se s vysokou frekvencí a o jejich užívání panuje mezi mluvčími jazyka shoda.
Jazyky, které rozlišují mezi pouze dvěma barvami, vždy nejprve rozlišují mezi tmavou barvou a světlou barvou. Posléze se k nim vždy přidává červená – tím pádem tři nejzákladnější barvy jsou černá, bílá a červená. Následuje zelená nebo žlutá, pak druhá z dvojice těchto barev, a následně modrá. Všechny jazyky se šesti barvami obsahují černou, bílou, červenou, zelenou, žlutou a modrou.
Později se vyvinou i názvy pro ostatní barvy. Čeština má, podobně jako angličtina a němčina, jedenáct základních barev: černou, bílou, červenou, zelenou, žlutou, modrou, hnědou, šedou, oranžovou, růžovou a fialovou.
Ruština a italština mají dvanáct barev – rozlišují mezi světle modrou (rusky goluboj) a tmavě modrou (rusky sinij). Vyčlenění světle modré jakožto tyrkysové mezi základní barvy bylo nedávno potvrzeno i pro angličtinu, a to spolu s barvou lila (světle fialová) – podle studie z r. 2015 tak má současná angličtina 13 základních barev.

## Colorterapie
Colorterapie, také jinak léčení pomocí barev, je technika, která se využívala již ve starém Egyptě. Barvy způsobují fyziologicky a sociálně vázaná specifická  působení na lidskou psychiku, jehož dobrou znalost můžeme využít k harmonizaci tělesných pochodů prostřednictvím harmonizace psychiky. 
U této terapie záleží například na barvě pokoje, oblečení či ložního povlečení. Proto mohou být v interiérech specificky využity zelené, modré nebo žluté stěny, které navozují u člověka konkrétní pocity klidu, chladu nebo energie. Vizuální vjemy je ovšem nezbytné podpořit sluchovými, případně hmatovými. Barevné stěny v hlučné nemocnici nic nepomohou.